# Suchekomnaty

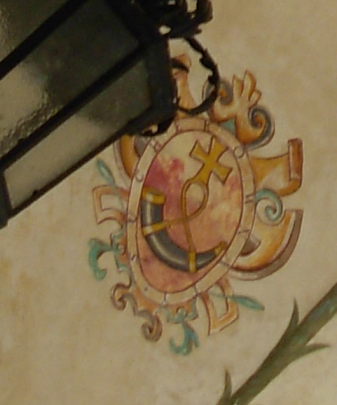
Herb Suchekomnaty w zamku w Baranowie Sandomierskim

Suchekomnaty (Gołekownaty, Komnaty, Kownaty, Suche Komnaty, Suchekownaty) – polski i tatarski herb szlachecki.

## Opis herbu
W polu czerwonym róg myśliwski czarny w pas o dwóch strefach, ustniku i wylocie złotych, z takimże sznurem zwiniętym, na którym krzyż złoty. W klejnocie, nad hełmem w koronie trzy pióra strusie.
Teodor Chrząński w Tablicach odmian herbowych podaje odmianę z podkową srebrną pod rogiem.

## Najwcześniejsze wzmianki
Powstanie tego herbu datuje się od 1241 do 1243 roku.
Najstarszy zapis sądowy pochodzi z roku 1416.
Nie są znane pieczęcie średniowieczne z tym herbem.

## Legenda herbowa
Według legend rycerz z rodu trzech trąb jako hetman księcia Mazowieckiego przyjąć miał zasłużonego w walce z Prusami męża do swojego herbu, ale dał mu tylko jedną trąbę i krzyż.

## Herbowni
Bejner, Beyner, Białostocki, Bogdanowicz, Bogdański, Błeszyński, Bogorski, Bogurski, Brucki-Stempkowski, Buchorn, Chrzanowski, Danowski, Dąbnicki, Dąbrowski, Drabowicz, Dramiński, Dramnicki, Drąbiński, Dylik, Gęsicki, Głębocki, Grocholski, Grodzanowski, Gutowski, Hamszej, Homszej, Horodelski, Jabłoński, Kaczyński, Kanka, Kaznowski, Kilowski, Komnacki, Kordzikowski, Kosiński, Kossowski, Kotowicz-Obłoczyński, Kownacki, Kozieradzki, Lewański, Lipiński, Łomiński, Łomnicki, Martynowicz, Miączyński, Milanowski, Miłanowski, Niewodowski, Nikłasz, Obłaczyński, Obłoczymski, Obłoczyński, Obrycki, Owłoczyński, Owłuczyński, Pawłowicz, Pęczkowski, Pieńkowski, Pietraszewski, Pinkowski, Ropelewski, Ropelowski, Rusanowski, Russanowski, Rydzewski, Rytel, Ryttel, Rzepnicki, Rzepny, Sabatowski, Sawicki, Sędzinko, Skalski, Skawski, Slendziński, Słowikowski, Smidowicz, Snitko, Sopota, Soroka, Soroko, Stanisławowicz, Stejmowski, Stempkowski, Stępkowski, Stępokowski, Suchekomnacki, Sulewski, Ślendziński, Terlikowski, Tłoczyński, Toczikowski, Toczkowski, Trenczyński, Tuczkowski, Uhrowiecki, Uhrowski, Urowiecki, Wajdyłło, Wojdyłło, Wojdyło, Zakrzewski, Żarowski, Żyła.